# جون جاكس
جون جاكس (بالإنجليزية: John Jakes)‏ (31 مارس 1932، شيكاغو في الولايات المتحدة)؛ كاتب وروائي أمريكي.

## روابط خارجية
- جون جاكس على موقع IMDb (الإنجليزية)
- جون جاكس على موقع قاعدة بيانات الفيلم (الإنجليزية)